# Tronto (département)
Pour les articles homonymes, voir Tronto (homonymie).
Le Tronto était un ancien département de la république romaine de 1798 à 1799, puis du royaume d'Italie de 1808 à 1815. Il a été nommé d'après la rivière Tronto, et avait pour chef-lieu Fermo.

## Historique
Le département fut organisé une première fois lors de la création de la république romaine de 1798 à 1799.
Il fut recréé le 11 mai 1808 quand les Marches furent détachées des États pontificaux pour être annexées par le royaume d'Italie. Il cèda, le 25 juillet 1808, l'arrondissement de Camerino au Musone.
Ce département fut éphèrement recréé pour la troisième fois entre avril et mai 1815 lors de la reconquête des régions méridionales et centrales du royaume d'Italie par Joachim Murat.